# Nicolao Galletti di San Cataldo
Nicolao Galletti, (secondo altre fonti Niccolò), marchese di San Cataldo, principe di Fiumesalato (Palermo, 28 maggio 1813 – Palermo, 18 giugno 1897), è stato un imprenditore e politico italiano.
Già gentiluomo di camera di Ferdinando II di Borbone nel 1860 aderisce al governo provvisorio di Sicilia, che lo invia quale proprio rappresentante ufficiale presso l’imperatore Napoleone III. È stato membro della Società siciliana per la storia patria.